# Huemul
Huemul hay Guemal (/ˈweɪmuːl/ WAY-mool, tiếng Tây Ban Nha: [weˈmul]), danh pháp hai phần: Hippocamelus bisulcus, là một loài hươu bản địa tại vùng núi thuộc Argentina và Chile. Hươu huemul xuất hiện trên phù hiệu áo giáp của Chile như một biểu tượng.

## Hình ảnh

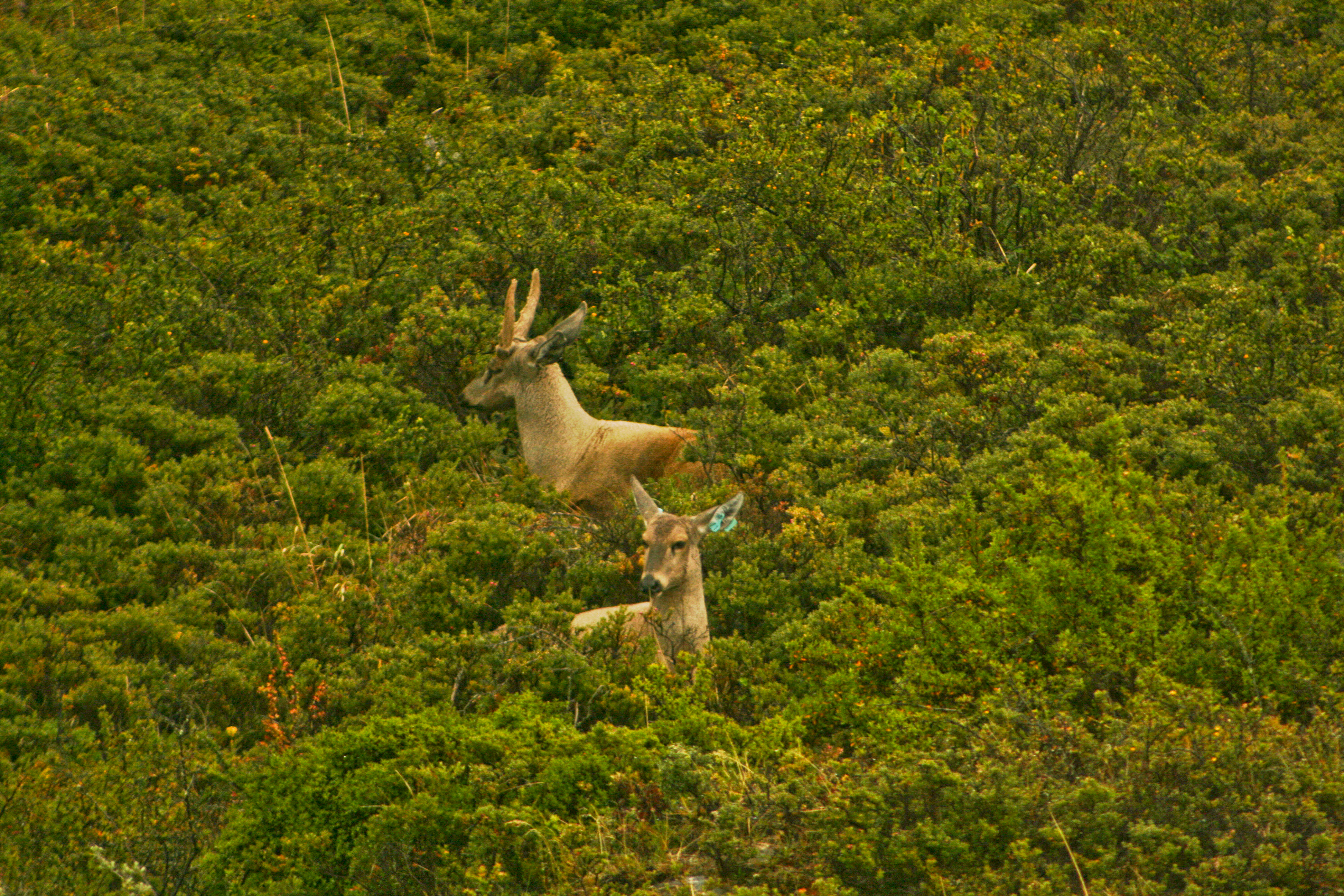
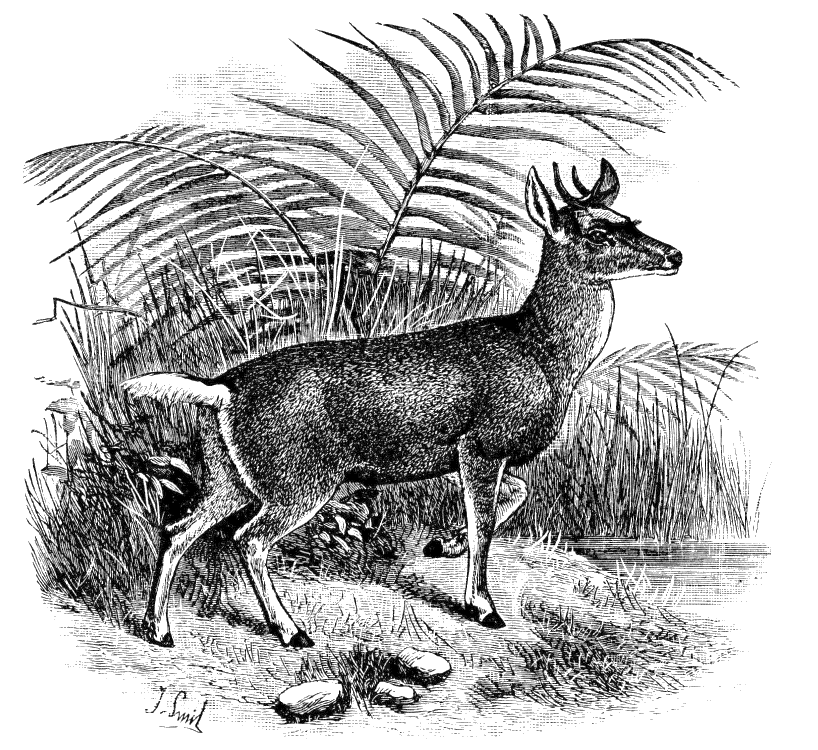